# Piimäsaaret (ö i Mellersta Finland)
Piimäsaaret är en ö i Finland. Den ligger i sjön Päijänne och i kommunen Luhango i den ekonomiska regionen  Joutsa ekonomiska region  och landskapet Mellersta Finland, i den södra delen av landet, 190 km norr om huvudstaden Helsingfors. Öns area är 0,6 hektar och dess största längd är 130 meter i sydöst-nordvästlig riktning.  Notera att namnet antyder att det är fråga om flera öar.